# Pavel Botek
Pavel Botek (* 21. ledna 1972) je český politik, v letech 2004 až 2008 a opět od roku 2012 zastupitel Zlínského kraje (v letech 2016 až 2020 také náměstek hejtmana), dlouholetý místostarosta a zastupitel obce Ostrožská Nová Ves na Uherskohradišťsku, člen KDU-ČSL.

## Život
V letech 1990 až 1995 vystudoval Vysokou školu dopravy a spojov v Žiline (získal tak titul Ing.).
Od roku 1999 je členem představenstva akciové společnosti Slovácké vodárny a kanalizace.
Profesně se uvádí jako dispečer a ekonom.
Je ženatý a má dvě děti.

## Politické působení
Je členem KDU-ČSL.
Do politiky vstoupil, když byl v komunálních volbách v roce 1994 zvolen za KDU-ČSL do Zastupitelstva obce Ostrožská Nová Ves na Uherskohradišťsku. Mandát zastupitele obce pak obhájil i ve volbách v roce 1998, 2002 (lídr kandidátky), 2006 (lídr kandidátky) a 2010 (lídr kandidátky). Zároveň působí po několik volebních období jako místostarosta obce. Ve volbách v roce 2014 opět vedl kandidátku KDU-ČSL a obhájil mandát zastupitele.
V krajských volbách v roce 2000 kandidoval za KDU-ČSL v rámci Čtyřkoalice do Zastupitelstva Zlínského kraje, ale neuspěl. Krajským zastupitelem se stal až po volbách v roce 2004 na samostatné kandidátce KDU-ČSL. V krajských volbách v roce 2008 ale svůj mandát krajského zastupitele neobhájil. Do zlínského krajského zastupitelstva se tak vrátil až po krajských volbách v roce 2012. Ve volbách v roce 2016 svůj mandát obhájil a dne 2. listopadu 2016 se stal náměstkem hejtmana pro dopravu. V krajských volbách v roce 2020 post krajského zastupitele za KDU-ČSL obhájil. Nicméně v listopadu 2020 skončil v pozici náměstka hejtmana.
Ve volbách do Poslanecké sněmovny PČR v roce 2006 kandidoval za KDU-ČSL ve Zlínském kraji, ale neuspěl.
Ve volbách do Senátu PČR v roce 2014 kandidoval za KDU-ČSL v obvodu č. 81 – Uherské Hradiště. Se ziskem 13,29 % hlasů skončil v prvním kole na 2. místě, a postoupil tak do kola druhého. V něm však prohrál poměrem hlasů 45,82 % : 54,17 % s nestraníkem za Stranu soukromníků ČR a majitelem společnosti Synot Ivem Valentou.
V krajských volbách v září 2024 obhajoval mandát zastupitele Zlínského kraje z pozice člena KDU-ČSL na kandidátce uskupení „K21 ZLÍNSKÝ KRAJ 21. STOLETÍ“ (tj. KDU-ČSL a hnutí Z21). Mandát se mu podařilo obhájit.